# 2018-as Formula–E Mexikóváros nagydíj
A 2018-as Formula–E Mexikóváros nagydíjat március 3-án rendezték meg az Autódromo Hermanos Rodríguez versenypályán. Ez volt a 2017–2018-as szezon ötödik versenye A futamot Daniel Abt nyerte meg.

## Eredmények

### Időmérő
| Pozíció | #  | Versenyző              | Csapat            | CS       | SP       | Rajthely |
| ------- | -- | ---------------------- | ----------------- | -------- | -------- | -------- |
| 1.      | 19 | Felix Rosenqvist       | Mahindra          | 1:01.676 | 1:01.645 | 1        |
| 2.      | 36 | Alex Lynn              | Virgin–Citroën    | 1:01.830 | 1:02.014 | 10[a]    |
| 3.      | 16 | Oliver Turvey          | NIO               | 1:01.777 | 1:02.172 | 2        |
| 4.      | 9  | Sébastien Buemi        | e.dams-Renault    | 1:01.668 | 1:02.510 | 3        |
| 5.      | 28 | António Félix da Costa | Andretti–BMW      | 1:01.772 | —        | 4[b]     |
| 6.      | 66 | Daniel Abt             | Audi              | 1.01:885 |          | 5        |
| 7.      | 25 | Jean-Éric Vergne       | Techeetah–Renault | 1:01.962 |          | 6        |
| 8.      | 3  | Nelson Piquet Jr.      | Jaguar            | 1:01.964 |          | 7        |
| 9.      | 2  | Sam Bird               | Virgin–Citroën    | 1:02.007 |          | 19[a]    |
| 10.     | 23 | Nick Heidfeld          | Mahindra          | 1:02.023 |          | 8        |
| 11.     | 18 | André Lotterer         | Techeetah–Renault | 1:02.057 |          | 9        |
| 12.     | 1  | Lucas di Grassi        | Audi              | 1:02.079 |          | 20[c]    |
| 13.     | 5  | Maro Engel             | Venturi           | 1:02.091 |          | 11       |
| 14.     | 20 | Mitch Evans            | Jaguar            | 1:02.135 |          | 12       |
| 15.     | 6  | José María López       | Dragon-Penske     | 1:02.264 |          | 13       |
| 16.     | 7  | Jérôme d’Ambrosio      | Dragon-Penske     | 1:02.360 |          | 14       |
| 17.     | 8  | Nico Prost             | e.dams–Renault    | 1:02.377 |          | 15       |
| 18.     | 27 | Tom Blomqvist          | Andretti–BMW      | 1:02.443 |          | 16       |
| 19.     | 68 | Luca Filippi           | NIO               | 1:02.508 |          | 17       |
| 20.     | 4  | Edoardo Mortara        | Venturi           | 1:03.416 |          | 18       |
| Forrás: |    |                        |                   |          |          |          |

Megjegyzések:
- ↑ a:  Váltócsere miatt Alex Lynn és Sam Bird tíz rajthelyes büntetést kaptak.[4][5]
- ↑ b:  António Félix da Costa autója könnyebb volt a megengedett minimum súlynál (880 kg), így a portugált a negyedik pozícióba sorolták vissza.[6]
- ↑ c:  Lucas di Grassi autójában áramátalakítót cseréltek, így a brazil tíz rajthelyes büntetést kapott.[7]

### Verseny
| Pozíció | #  | Versenyzó              | Csapat            | Körök | Idő/kiesés oka | Rajthely | Pontok |
| ------- | -- | ---------------------- | ----------------- | ----- | -------------- | -------- | ------ |
| 1.      | 66 | Daniel Abt             | Audi              | 47    | 50:45.164      | 5        | 25     |
| 2.      | 16 | Oliver Turvey          | NIO               | 47    | +6.398         | 2        | 18     |
| 3.      | 9  | Sébastien Buemi        | e.dams-Renault    | 47    | +6.615         | 3        | 15     |
| 4.      | 3  | Nelson Piquet Jr.      | Jaguar            | 47    | +7.015         | 7        | 12     |
| 5.      | 25 | Jean-Éric Vergne       | Techeetah–Renault | 47    | +7.546         | 6        | 10     |
| 6.      | 20 | Mitch Evans            | Jaguar            | 47    | +9.050         | 12       | 8      |
| 7.      | 28 | António Félix da Costa | Andretti–BMW      | 47    | +17.157        | 5        | 6      |
| 8.      | 4  | Edoardo Mortara        | Venturi           | 47    | +26.511        | 18       | 4      |
| 9.      | 1  | Lucas di Grassi        | Audi              | 47    | +29.208        | 20       | 2+1[d] |
| 10.     | 36 | Alex Lynn              | Virgin–Citroën    | 47    | +29.515        | 10       | 1      |
| 11.     | 7  | Jérôme d’Ambrosio      | Dragon-Penske     | 47    | +30.418        | 14       |        |
| 12.     | 6  | José María López       | Dragon-Penske     | 47    | +31.859        | 13       |        |
| 13.     | 18 | André Lotterer         | Techeetah–Renault | 47    | +36.206        | 9        |        |
| 14.     | 68 | Luca Filippi           | NIO               | 47    | +38.336        | 17       |        |
| 15.     | 27 | Tom Blomqvist          | Andretti–BMW      | 47    | +38.592        | 16       |        |
| 16.     | 5  | Maro Engel             | Venturi           | 47    | +44.689        | 11       |        |
| 17.     | 2  | Sam Bird               | Virgin–Citroën    | 47    | +44.982        | 19       |        |
| Ki      | 8  | Nico Prost             | e.dams-Renault    | 36    | felfüggesztés  | 15       |        |
| Ki      | 19 | Felix Rosenqvist       | Mahindra          | 34    | energia        | 1        | 3[e]   |
| Ki      | 23 | Nick Heidfeld          | Mahindra          | 27    | vízpumpa       | 8        |        |
| Forrás: |    |                        |                   |       |                |          |        |

Megjegyzések:
- ↑ d:  +1 pont a leggyorsabb körért.
- ↑ e:  +3 pont a pole-pozícióért.

## A bajnokság állása a verseny után
(Teljes táblázat)
| H  | Versenyzők        | Pont | H  | Konstruktőrök     | Pont |
| -- | ----------------- | ---- | -- | ----------------- | ---- |
| 1. | Jean-Éric Vergne  | 81   | 1. | Techeetah–Renault | 99   |
| 2. | Felix Rosenqvist  | 69   | 2. | Mahindra          | 90   |
| 3. | Sam Bird          | 61   | 3. | Jaguar            | 74   |
| 4. | Sébastien Buemi   | 52   | 4. | Virgin–Citroën    | 70   |
| 5. | Nelson Piquet Jr. | 45   | 5. | e.dams–Renault    | 59   |

- Jegyzet: Csak az első 5 helyezett van feltüntetve mindkét táblázatban.